# Station Eicholzheim
Station Eicholzheim is een spoorwegstation in de Duitse plaats Schefflenz. Het station werd in 1883 geopend. 